# ハマー (都市)
座標: 北緯35度08分 東経36度45分 / 北緯35.133度 東経36.750度
ハマー（ハマ、Hama、アラビア語: حماة、「要塞」の意）は、シリア（シリア・アラブ共和国）西部のオロンテス川中流にある都市で、ハマー県の県都である。人口は410,000人を数え、ダマスカス、アレッポ、ホムス、ラタキアに次ぐシリア第5の都市になっている。北のアレッポと南のダマスカスの間にあり、ホムスからは北に当たる。
ハマーはシリアの農業および工業の中心地で、特にハマー周囲の平野部は農業が盛んであり3,680平方km（ハマー県の面積の3分の1を超える）の農地が広がる。ハマー県ではシリアで収穫されるジャガイモとピスタチオの半分以上を生産しており、様々な野菜の生産や畜産も発達している。
オロンテス川沿いに広がる古い街には合わせて17基の大型水車（ノーリア）があり、庭園に水を供給するために使われている。こうした水車の歴史は紀元前1100年頃までに遡るとされる。かつて、川床が低く水面も低いオロンテス川から、用水路や農地へ灌漑を行うために水車が使われていたが、現在ではもっぱら観光用に維持されている。

## 歴史

### 古代
1931年から1933年にかけてデンマークの考古学調査隊が発掘した古代の居住跡は、新石器時代から鉄器時代にまで遡るものであった。層序学的には一般的なことしかわからず他の遺跡との比較は困難だが、M層（厚さ6m）の地層からは漆喰でできた器や陶器が出土しており、ラタキアの北にあるウガリット遺跡のVA層とB層（紀元前6000年から紀元前5000年）と同時期のものとみられる。M層の上のL層は、北メソポタミアのテル・ハラフで発見されたハラフ文化の時期に遡るとみられる。
この時期に発掘された約4500年前の粘土製のガラガラは、世界最古級の市販品のおもちゃであると見られている。
ヒッタイト文化の層の上にはアラム文化の層が発見された。この時期、アラム人はオロンテス川とリタニ川の流域を支配していたとみられる。鉄器時代のハマーは象牙細工の中心であり古代エジプトの強い影響がある。ハマーはダマスカスとともに、シリア内陸部のアラム人国家の中枢を占めていた。アラム文字の書かれた数少ない文書はハマーで発見されている。

### 記録におけるハマト

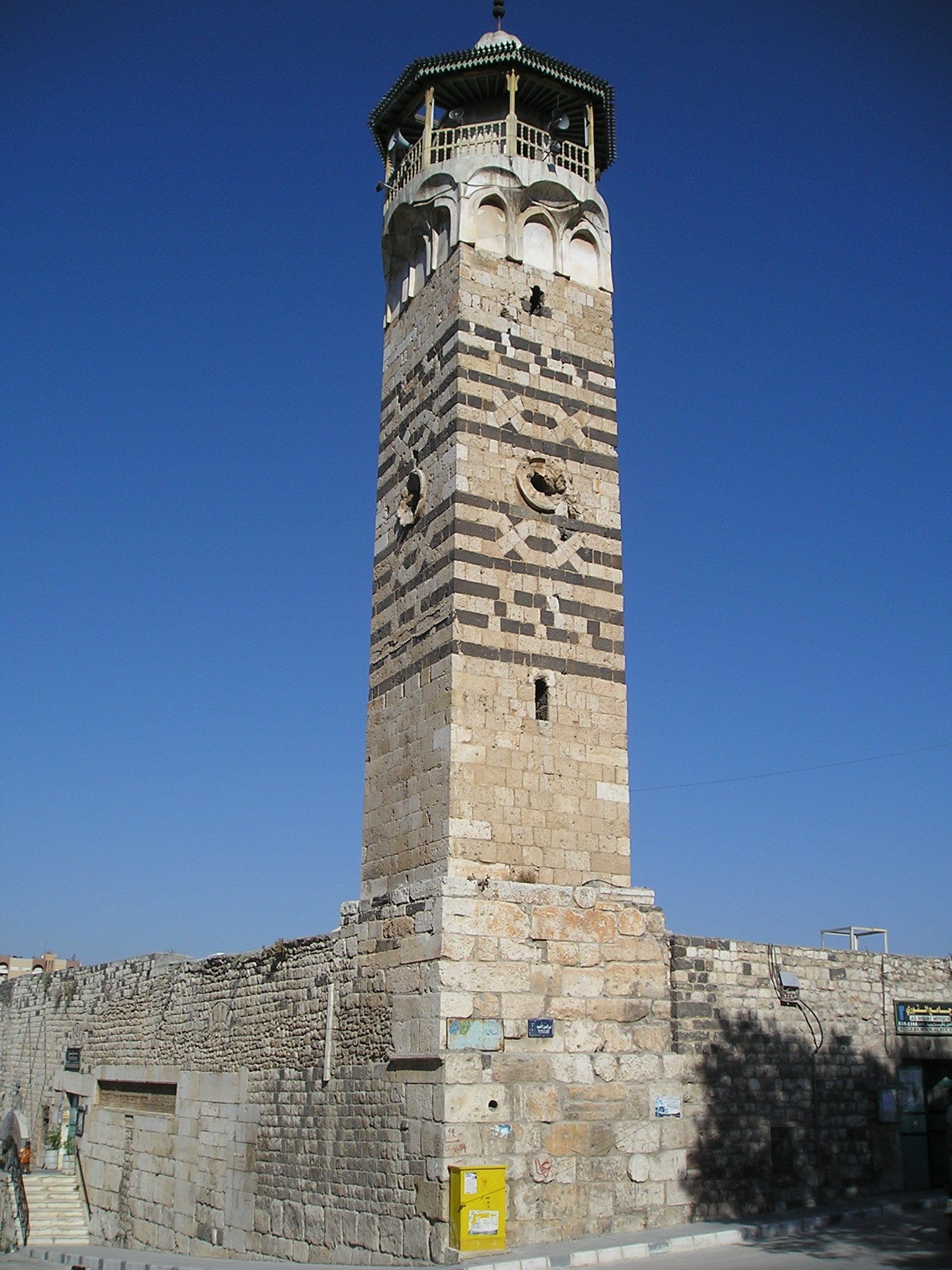
アイヌーリ・モスクのミナレット

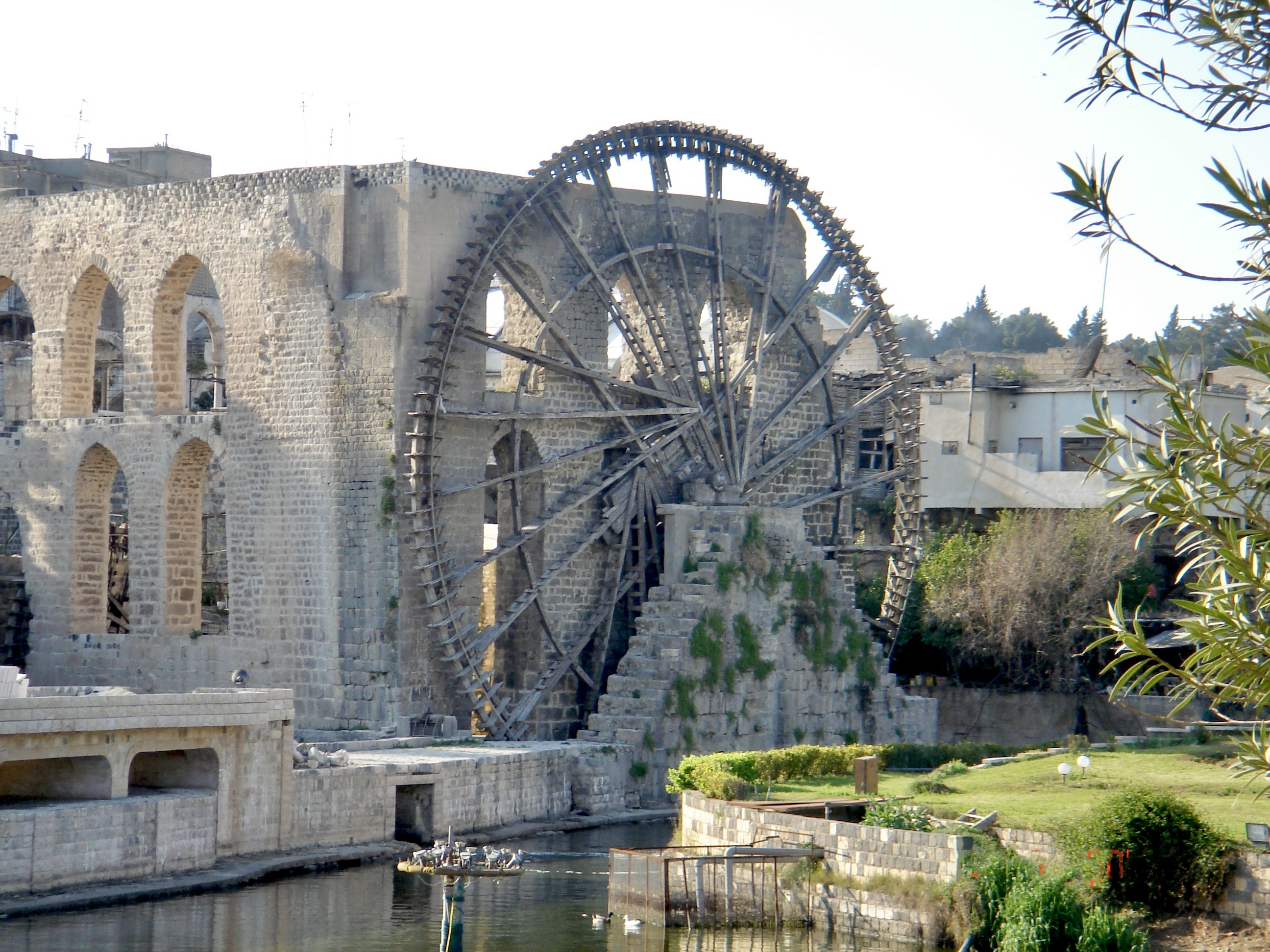
ハマーの水車

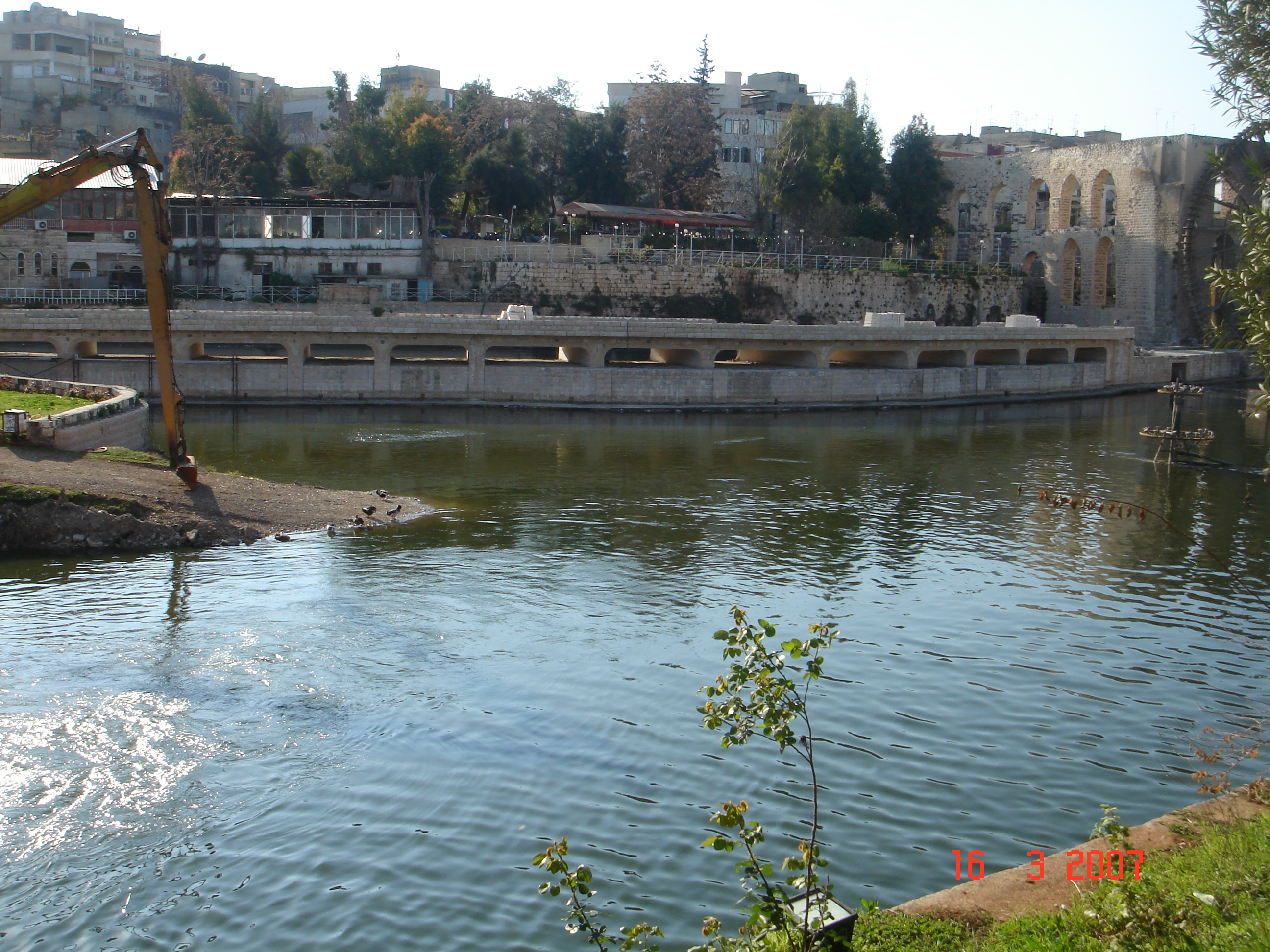
オロンテス川

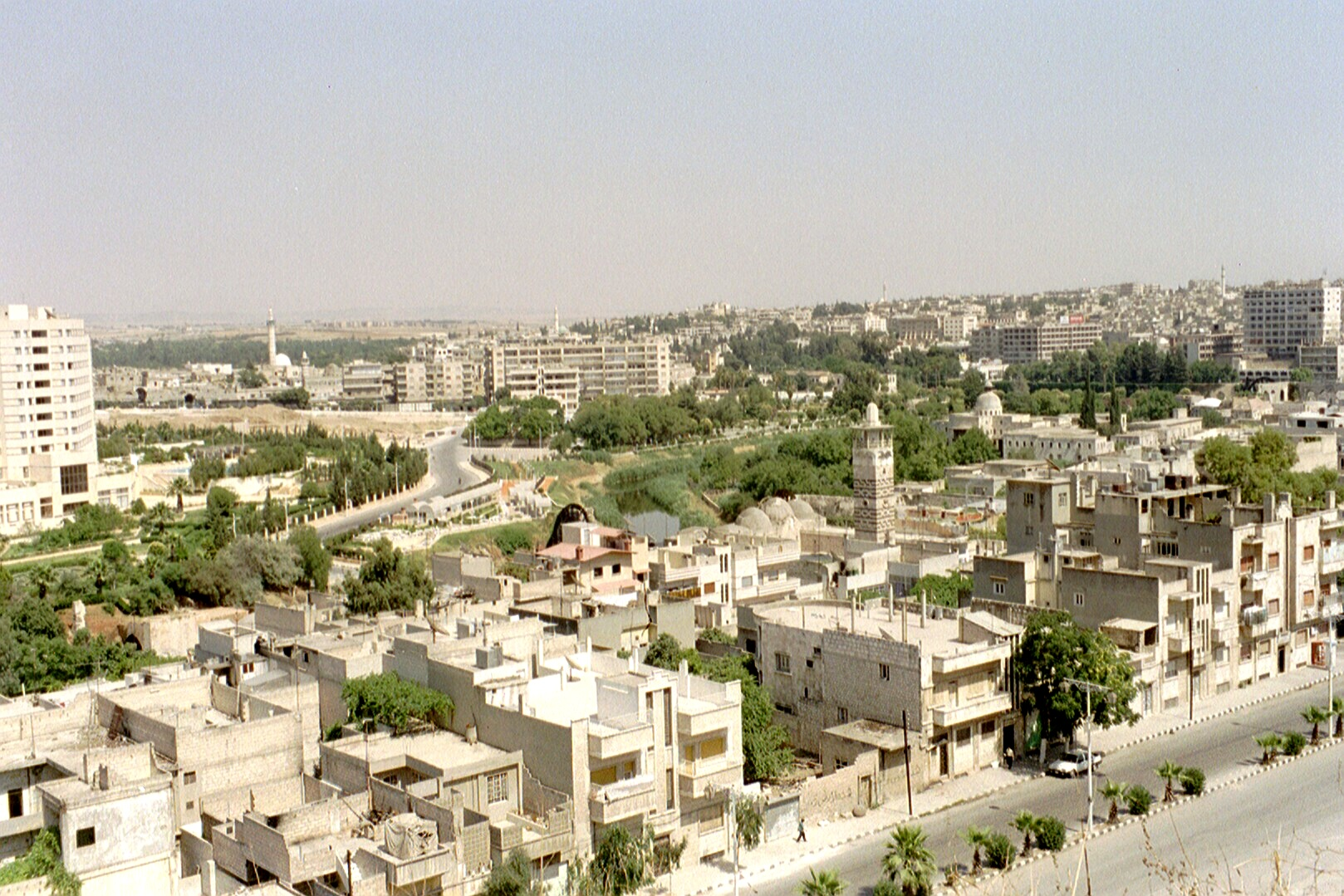
ハマーの町並みとオロンテス川

聖書におけるハマー（ハマト、ハマテ Hamath）の記録は少ないが、ハマトはカナン王国の都と述べられ（列王記下23:33）、ダビデがツォバの王ハダドエゼルを破ったことをハマトの王トイが祝福し（サムエル記下8:9-11）、アモス書では預言者アモスが「ハマト・ラバ」の王国について言及している。おそらくハマトはフェニキア語で要塞を意味する「khamat」が語源であろう。アッシリア王国は紀元前8世紀末にハマトを征服した。
アッシリアのシャルマネセル3世（紀元前858年 - 紀元前824年）の治世、シリア北部を征服したアッシリアは紀元前853年にハマトに接近した。これがハマト王国がアッシリアの資料に登場する最初である。アッシリアの碑文によれば、ハマト王イルフレニとアラム（ダマスカス）王イム＝イドリ（ハダドエゼル）はアッシリアの脅威に対しシリアの諸都市の王たちとの同盟をまとめた。シリアの諸王の同盟軍は、カルカル（Qarqar）の砦の近くで4,000の戦車、2,000の騎兵、62,000人の歩兵と1,000人のアラブのラクダ騎兵を以てアッシリア軍と戦った（カルカルの戦い）。アッシリアはこの戦いを「大勝利」とし、さらに海岸へ進出し船で海に出たともしているが、この後シリアを征服した痕跡は見られず、碑文には翌年以降にハマトとアラムの征服を企てたが失敗したと書かれているなどカルカルでの「大勝利」とは矛盾があることから、実際には引き分けと見るべきものである。シャルマネセル3世の死後、敵を失ったハマトとアラムの同盟は崩壊し、アラムとハマトやイスラエルなどとの間で戦いが起こっている。アラムはハマトから領土の一部を勝ち取ったとみられる。
ハマトと La'ashの王ザキル（Zakir）の残したアラム語碑文では、アラム王ハザエルの子ベン・ハダド3世とその同盟軍がハマトを襲ったとしている。ザキルはハズラク（Hazrak）の砦に籠城したが、バアル・シャミン（Be'elschamen）の神の助けで救われたという。後にはジャウディ＝サマル（Ja'udi-Sam'al）がハマトとアラム双方を支配した。
紀元前743年、アッシリアを再興し新アッシリアの時代を開いたティグラト・ピレセル3世はシリアに侵入、ハマトの領域にある街をいくつか征服したがハマトは征服を免れた。しかし、紀元前738年にアッシリアが征服した街の中にハマトの名がみられる。被征服民を強制移住させる捕囚政策により、ハマト近郊のシリア人3万人以上がザグロス山脈方面に移住させられた。
紀元前605年、新バビロニアの王ネブカドネザル2世はシリアを征服し、カルケミシュ（Carchemish）にいたエジプトの守備隊の生き残りをハマトで皆殺しにした。紀元前554年から553年にかけてハマトは新バビロニア最後の王ナボニドゥスの遠征を受けた。
マケドニア王国がオリエントを征服しセレウコス朝がシリアを支配した時代、ハマトはアンティオコス4世エピファネスを讃えるためにエピファニア（Epiphania）と改名された。しかしアラム人住民は古い都市名を使い続けた。アキラやテオドレトスらはエマト＝エピファニア（Emath-Epiphania）と呼んでいる。セレウコス朝の後、ハマトはローマ帝国とビザンティン帝国の支配下に置かれ、シリア属州の一部となった。

### イスラムの時代

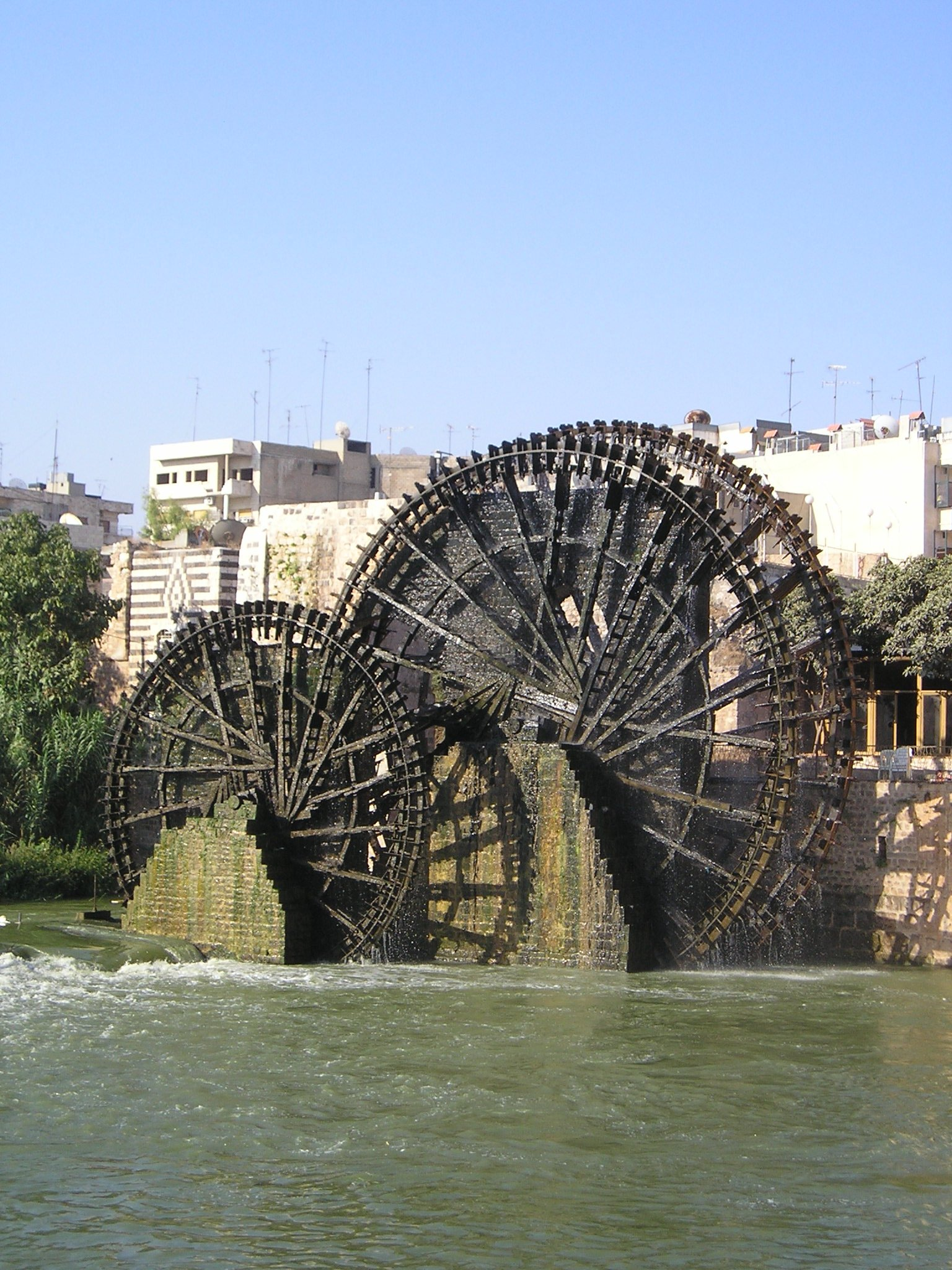
アル＝アザム宮殿（アゼム宮殿）の前の三連水車

ビザンティンの支配下にあったシリアはイスラム国家の侵略を受ける。638年または639年にエピファニアも征服され、アラム語のハマトという旧名が（アラビア語のハマー（Hama(h)）という形で）蘇った。ハマーは移住してきたアラブ人により徐々にアラブ化され、ウマイヤ朝やセルジューク朝などの支配を受ける。
十字軍の時代、アンティオキア公国の摂政タンクレードは1108年にハマーを落としたが1115年にはムスリムが奪還した。1178年にはサラーフッディーンが地方政権を破ってこの街に入り、以後彼の子孫であるアイユーブ朝がハマーを支配した。その後はエジプトのマムルーク朝が受け継いだ。この時期のハマー出身の有名人には、伝記作者・地理学者のヤークート・アル＝ハマウィー（Yaqut al-Hamawi、1179年 - 1229年）がいる。またマムルーク朝初期のハマーの長官アブ・アル＝フィダ（Abu al-Fida、1310年から1330年まで統治）は歴史家・地理学者でもあった。
16世紀初頭にオスマン帝国がハマーを手にし、この時期に宮殿や邸宅（うち、アル＝アザム宮殿は現存するシリア最古のオスマン帝国地方長官の邸宅である）が建てられた。オロンテス河畔の都市ハマーは当時人口45,000人の大きな街で、ダマスカスの州長官の指示を受ける県長官が住んでいた。人口の半分以上はムスリムで、その他10,000人ほどがさまざまな宗派のキリスト教徒だった。

### ハマーの大虐殺

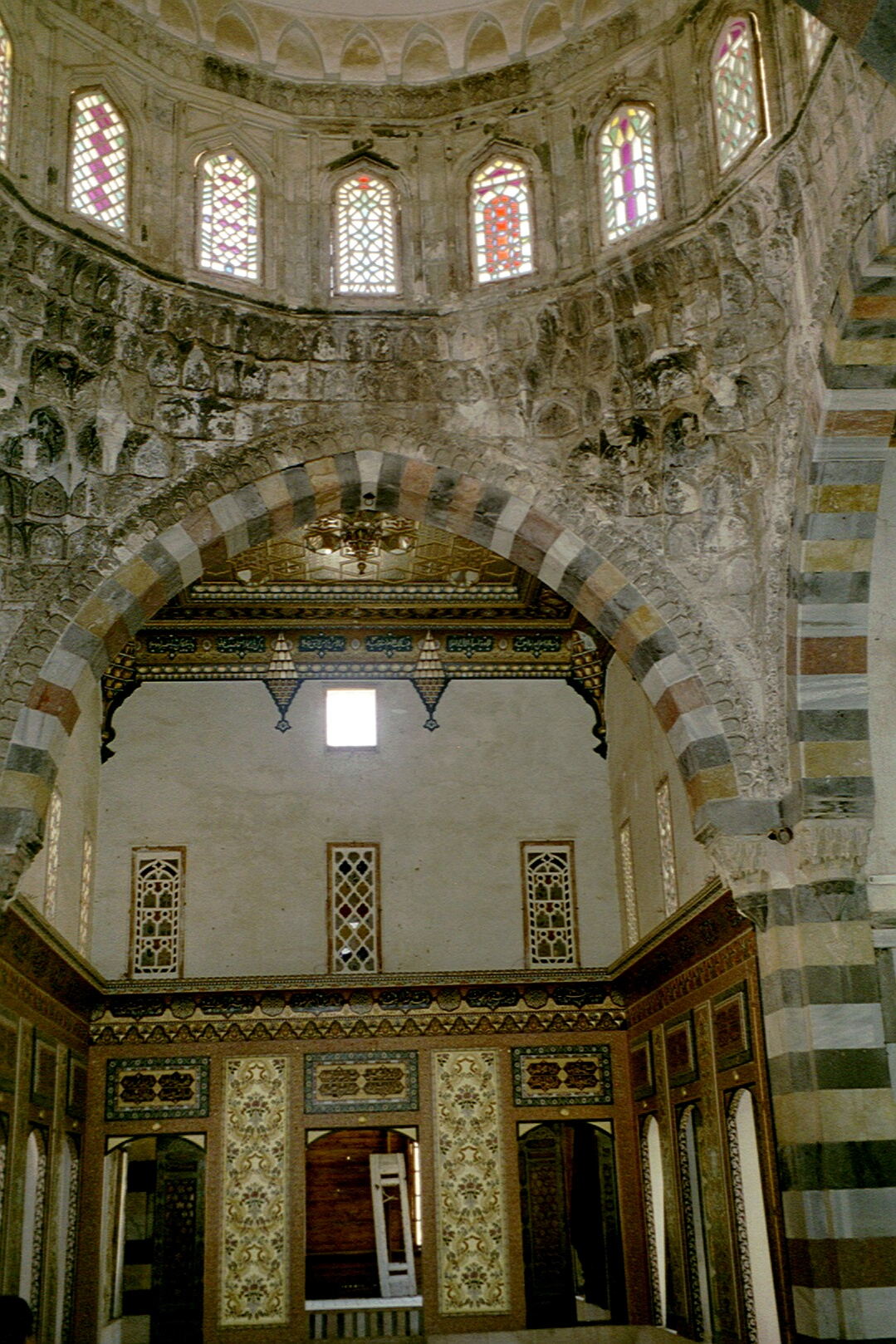
アル＝アザム宮殿の内部

第一次世界大戦後オスマン帝国が解体すると、ハマーはフランス委任統治領シリアの一部となり、後に独立シリアの大都市のひとつとなった。
1970年代後半、ハーフィズ・アル＝アサド大統領の独裁やアラウィー派優遇が強まる中、ムスリム同胞団など不満を持つイスラム原理主義勢力は都市ゲリラ活動を行い、兵士を殺害したり都市で自動車爆弾を爆発させるなどしていた。アサド政権がレバノン内戦に深入りし、一方でトルコ軍がクルド人との内戦でシリア国境に移動することにアサドが気を取られているすきにムスリム同胞団は活動を活発化させ、ついには1982年2月、保守的なスンナ派の多いハマーでムスリム同胞団が決起しハマーを「解放区」とした。
2月2日、大統領の弟リファアト・アル＝アサドに率いられたシリア軍は35万人の市民のいるハマーを包囲し降伏を勧告した後に砲撃を開始した。爆撃機が市街を空爆し、破壊された狭い通りに戦車が突入して数週間にわたり戦闘を行ったが、この際に戦闘員以外に逃げ惑う市民多数が巻き込まれ、2万人以上の死者（3万から4万に上ると見る推計もある）が出る惨事となった。犠牲者のほとんどは女性や子供だった。また同胞団メンバーとその支持者と見られた市民多数が連行され拷問・処刑された（ハマー虐殺）。
この戦闘で古都の旧市街は壊滅し、アル=アザム宮殿を含む古い邸宅やモスク、遺跡の多くは破壊された。同胞団メンバーの多くはヨルダン、イギリス、西ドイツへ亡命し、シリアにおける同胞団の活動は沈静化する一方、打撃を受けたハマーは経済的に立ち直れなかった。破壊された後のハマーからは旧住民が海外などに逃げ、代わって周囲の農村からの新住民が多数を占めるようになった。

### シリア内戦
2024年12月5日、シリア内戦の過程で反政府軍（シャーム解放機構など）が市内を掌握。市内の中央刑務所を占拠し、囚人を解放した。

## キリスト教

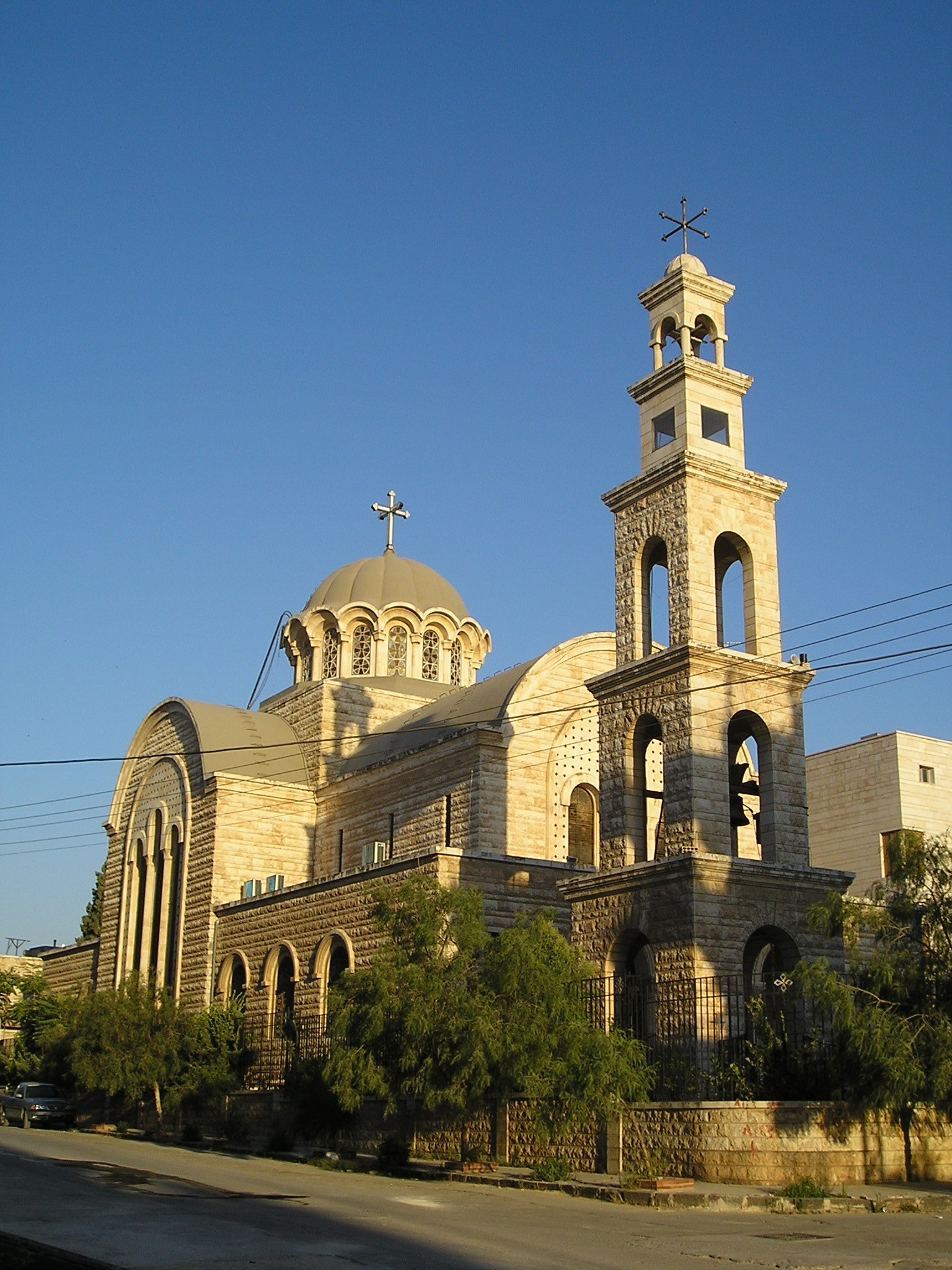
ハマーの正教会聖堂

カトリック教会においては、ハマー（ハマサ Hamatha またはアマサ Amatha）は現在も、「アパメア属司教」という名義司教の司教座となっている。17世紀から18世紀にかけてのフランスの歴史家・神学者ミシェル・ル・キエン（Michel Le Quien）の『Oriens Christianus』（II, 915-918）には、ハマーの旧名「エピファニア」にいた9人のギリシャ人司教の名が記載されている。その内の一人は第1ニカイア公会議にも出席している。 メルキト派カトリックや正教会、シリア正教会などもハマーに所在する。